# Alois Copek
Alois Copek (15. srpna 1929 Prostějov – 4. srpna 2003 Kroměříž) byl český fotbalový útočník, mládežnický reprezentant a později trenér. Roku 2013 se stal posmrtně členem Síně slávy města Prostějova.

## Hráčská kariéra
Prostějovský rodák a odchovanec hrál v nejvyšší soutěži během vojny v pražských armádních klubech. Poté se vrátil do Prostějova, kde hráčsky působil až do 60. let 20. století.

### Reprezentace
V neděli 30. října 1949 v Praze debutoval v juniorské reprezentaci proti juniorům Polska, kdy odehrál celé utkání (výhra 1:0). Za B-mužstvo Československa nastoupil v neděli 19. října 1952 v Brně proti B-mužstvu Maďarska jako střídající hráč (nerozhodně 1:1).

### Prvoligová bilance
V československé lize hrál za ATK Praha a Tankistu Praha, vstřelil 7 prvoligových branek.
| Ročník             | Zápasy | Góly | Minuty | Klub           |
| ------------------ | ------ | ---- | ------ | -------------- |
| I. liga 1951       | –      | 2    | –      | ATK Praha      |
| I. liga 1952       | –      | 3    | –      | ATK Praha      |
| I. liga 1953       | –      | 2    | –      | Tankista Praha |
| CELKEM I. ČS. LIGA | –      | 7    | –      |                |

## Trenérská kariéra
Po skončení hráčské kariéry se stal trenérem dospělých a dorostu.